# Katholische Universität Bukavu
Die Katholische Universität Bukavu ist eine private Universität in der südkivutischen Hauptstadt Bukavu in der Demokratischen Republik Kongo. Sie wurde 1989 von der römisch-katholischen Kirche gegründet. Ihr Rektor ist Joseph Gwamuhanya Birindwa. Das Motto der Universität ist Super lacus ac montes splendens.

## Geschichte
Die Gründung erfolgte am 21. November 1989 per Dekret des Erzbischofs von Bukavu, Mgr. Aloys Mulindwa Mutabesha MMM. Die Vorlesungen begannen bereits eine Woche früher, am 15. November. Am 11. September 1991 erhielt die Hochschule den Status einer höheren Lehranstalt zuerkannt. 1992 wurde eine medizinische Fakultät eröffnet und eine der Wirtschaftswissenschaften, zwei Jahre später eine juristische.

## Gliederung
Heute zählt die Katholische Universität Bukavu fünf Fakultäten:
- Agronomie
- Recht
- Wirtschaft und Betriebswirtschaft
- Medizin
- Naturwissenschaft (Wirtschaftsinformatik)

An der Universität sind rund 1500 Studenten eingeschrieben. Außerdem betreibt sie mehrere Forschungszentren, darunter eines für Konfliktforschung (Centre d'Études et de Gestion des Conflits, CEGEC), das zur juristischen Fakultät gehört und das Laboratorium für angewandte Wirtschaft und Entwicklung (Laboratoire d'Economie Appliquée au Développement, LEAD), das der ökonomischen Fakultät angeschlossen ist.